# Animali e animali
Animali e animali è un programma televisivo italiano condotto da Licia Colò, in onda dal lunedì al venerdì alle 7.25 e alle 19.25 su TV2000 a partire dal 2014, come spin-off giornaliero de Il mondo insieme.
Il programma fa riferimento alla onlus omonima, ed è dedicato alla vita del pianeta e dei suoi abitanti. Propone curiosità relative al mondo dei quattro zampe e storie d'amicizia, talvolta incredibili, che legano l'uomo agli animali.